# Agoda
Agoda.com — система онлайн-бронирования отелей. Штаб-квартира компании расположена в Сингапуре. Офисы находятся в Бангкоке, Куала-Лумпуре, Токио, Сиднее, Гонконге и Будапеште и других городах мира. Является членом ПАТА (Туристическая ассоциация стран Азии и Тихого океана) с 2006 года.

## История
Компания была основана в конце 1990-х годов на острове Пхукет под названием PlanetHoliday.com. В 2003 году партнером компании стала PrecisionReservations.com, а в 2005 году компании были объединены в Agoda Company Pte. Ltd, зарегистрированную в Сингапуре. В ноябре 2007 года, Agoda Company Pte. Ltd была приобретена Priceline Group, ныне Booking Holdings (NASDAQ: BKNG).
В июле 2011 Agoda представила публике свои приложения для iOS, Android с возможностью бронирования номеров гостиниц.
В 2014 году Qlika, стартап из Израиля, ориентированный на оптимизации рекламы присоединился к Агоде для автоматизации и масштабирования своей маркетинговой системы. 
В мае 2016 года отзывы Agoda стали появляться в результатах поиска Google.
В 2017 году Agoda начала предлагать помимо отелей и другие варианты размещения гостей.
В октябре 2019 года компания добавила функцию «Mix и Save», которая позволяет клиентам легко забронировать новые комнаты для каждой новой ночи, для получения лучшего предложения.
В мае 2020 года в компании прошли массовые сокращения (уволено 1500 человек) в связи с финансовыми убытками, возникшими на волне распространения пандемии COVID-19.

## Описание
Agoda.com предоставляет доступ к более чем 370 000 отелям по всему миру. Веб-сайт компании доступен на 38 языках, включая китайский, английский, французский, немецкий, испанский, японский, русский, корейский и тайский. Служба поддержки клиентов работает на 17 языках. На веб-сайте представлены отзывы путешественников об отелях, более 5 млн.
Отличием данной системы бронирования является оплата полной стоимости размещения при бронировании на большинство отелей, а также бонусная программа, позволяющая обменивать баллы на скидки и бесплатные ночи в отелях.
Программа Agoda VIP обеспечивает предоставление эксклюзивных скидок для клиентов Agoda, имеющих VIP-статус. Этот статус клиенты Agoda получают после того, как они сделают как минимум пять заказов через Agoda в последние 24 месяца и не склонны отменять бронирования.

## Награды
Веб-сайт Agoda.com удостоен награды в категории «Лучший Веб-сайт Средств Размещения» на Travelmole Web Awards Asia в 2008 и 2012 гг.

## Инциденты

### Ситуация с кражей в отеле
Забронировавший в 2018 году номер в Окленде (Новая Зеландия) через Agoda пострадал: были похищены его ценные вещи из-за плохой безопасности отеля. Agoda произвела возврат оплаченных за отель средств клиенту. Но не удалила отель из своей базы и не позволила разместить негативный отзыв клиента с описанием деталей кражи. В итоге выяснилось, что Agoda искусственно разбавляет негативные отзывы позитивными и не дает некоторым отелям иметь низкий рейтинг.